# Zoo Tycoon 2
Zoo Tycoon 2 – kontynuacja komputerowej gry symulacyjnej Zoo Tycoon, stworzona przez Blue Fang Games i wydana przez Microsoft Game Studios 12 listopada 2004.

## Rozgrywka
Tak jak w poprzedniej części, zadaniem gracza jest prowadzenie zoo, poprzez zatrudnianie personelu (treserów, sprzątaczy, ochrony) i rozbudowę obiektu (budowę klatki dla zwierząt, obiektów rozrywkowych lub zwiększających atrakcyjność zoo). Istotną rolę odgrywają finanse, wysokość cen biletów czy pensji pracowników. Gra zawiera:
- 30 gatunków zwierząt;
- uproszczony interfejs, dzięki czemu w łatwy sposób można manipulować podległymi gruntami;
- kilka standardowych trybów gry: kampania, samouczek oraz pozbawiony jakichkolwiek ograniczeń free-form;
- pełny trójwymiar, można dowolnie przybliżać i obracać kamerą;
- misje treningowe, dzięki którym zaznajomimy się z nowymi zasadami;
- rozbudowaną pomoc, z której w każdej chwili można korzystać;
- możliwość fotografowania zwierząt, zdjęcia można umieszczać w specjalnym katalogu lub wysłać na stronę internetową gry;
- tryb Keeper Mode skupiający się na opiece i tresurze zwierząt, oraz Guest Mode, w którym gracz wciela się w jednego z odwiedzających zoo;
- Zoopedię, która w przystępny sposób podaje informacje o hodowanych aktualnie gatunkach zwierząt;
- 7 biomów, na których można budować zoo i wybiegi: pustynia, sawanna, góry, las liściasty, las iglasty, busz, tereny podmokłe.

## Dodatki
Do gry stworzono cztery dodatki. Pierwszy dodatek o nazwie Zoo Tycoon 2: Na ratunek zwierzakom (ang. Zoo Tycoon 2: Endangered Species) stworzono 18 października 2005, dodawał on do gry nowe zwierzęta, m.in. misie Koala, Orangutany, Szare Wilki, Smoki z Komodo, czy Olbrzymie Żółwie z Galapagos. Następnie był Zoo Tycoon 2: Afrykańskie zwierzaki (ang. Zoo Tycoon 2: African Adventure) stworzony 22 maja 2006, dodaje on 20 nowych zwierząt do gry, pochodzących z Afryki, m.in. białe nosorożce, antylopy bongo i hieny pręgowane. 17 października 2006 powstał przedostatni dodatek – Zoo Tycoon 2: Podwodny świat (ang. Zoo Tycoon 2: Marine Mania), który dodał wodne zwierzęta, takie jak np. delfiny i płaszczki. Ostatni dodatek to wydany 16 października 2007 Zoo Tycoon 2: Wymarłe gatunki (ang. Zoo Tycoon 2: Extinct Animals), dodający wymarłe gatunki, np. tygrysy tasmańskie, ptaki dodo oraz dinozaury.

## Zoo Tycoon 2 DS
5 lutego 2008 roku powstała kieszonkowa wersja Zoo Tycoon 2 na platformie Nintendo DS. Korzysta ona z ekranu dotykowego handhelda, na którym twórcy umieścili wszystkie elementy menu programu z wersji na PC.
- na ekranie konsoli widzimy ekran gry w częściowo trójwymiarowym otoczeniu;
- można wybierać pomiędzy trzema trybami zabawy: Zoo Designer Mode, Zoo Director Mode, Zookeeper Mode;
- pojawiły się nowe gatunki zwierząt, nieobecne w wersji na PC;
- tryb gry wieloosobowej – możliwość wymiany danych z innymi graczami.